# Маркус, Георгий Владимирович
Маркус Георгий Владимирович — советский футболист, вратарь.
Первый матч в чемпионате СССР провёл в составе команды «Крылья Советов» Москва в 1945 году против «Трактора» (Сталинград). Уже во втором матче получил травму и выбыл до конца сезона. В 1946 и 1947 годах был вторым вратарём (основной вратарь Архаров, Пётр Михайлович). В 1946 году сыграл во втором тайме против «Трактора» (Сталинград).
В 1948 году в первенстве страны за «Металлург» Москва провёл 18 матчей и пропустил 38 мячей. В матче 1/16 финала Кубка страны с «Локомотивом» (Харьков) (0:1) забил мяч в свои ворота. После сезона завершил выступления.